# Кемп (Оклахома)
Кемп (англ. Kemp) — місто (англ. town) в США, в окрузі Браян штату Оклахома. Населення — 126 осіб (2020).

## Географія
Кемп розташований за координатами 33°46′10″ пн. ш. 96°21′16″ зх. д. / 33.76944° пн. ш. 96.35444° зх. д. (33.769512, -96.354364).  За даними Бюро перепису населення США в 2010 році місто мало площу 0,47 км², уся площа — суходіл.

## Демографія
Згідно з переписом 2010 року, у місті мешкали 133 особи в 63 домогосподарствах у складі 39 родин. Густота населення становила 285 осіб/км².  Було 73 помешкання (157/км²).
Расовий склад населення:
| - 79,7 % — білих - 9,8 % — корінних американців |

До двох чи більше рас належало 10,5 %. Частка іспаномовних становила 0,0 % від усіх жителів.
За віковим діапазоном населення розподілялося таким чином: 13,5 % — особи молодші 18 років, 59,4 % — особи у віці 18—64 років, 27,1 % — особи у віці 65 років та старші. Медіана віку мешканця становила 51,8 року. На 100 осіб жіночої статі у місті припадало 87,3 чоловіків;  на 100 жінок у віці від 18 років та старших — 98,3 чоловіків також старших 18 років.
Середній дохід на одне домашнє господарство  становив 35 425 доларів США (медіана — 18 750), а середній дохід на одну сім'ю — 52 546 доларів (медіана — 28 750). За межею бідності перебувало 28,7 % осіб, у тому числі 71,4 % дітей у віці до 18 років та 16,0 % осіб у віці 65 років та старших.
Цивільне працевлаштоване населення становило 51 осіб. Основні галузі зайнятості: роздрібна торгівля — 21,6 %, виробництво — 21,6 %, освіта, охорона здоров'я та соціальна допомога — 21,6 %.